# FMNL3
FMNL3‏ (Formin like 3) هوَ بروتين يُشَفر بواسطة جين FMNL3 في الإنسان.